# Ponte di Tiberio
Il ponte di Tiberio, più correttamente ponte di Augusto e Tiberio, è un ponte romano di Rimini la cui costruzione è iniziata nel 14 d.C. con l'imperatore Augusto ed è terminata nel 21 sotto l'imperatore Tiberio. Dal 1885 è monumento nazionale. Compare nello stemma della città di Rimini ed è il primo tratto della via Emilia. È situato a nord-ovest del centro storico principale e congiunge le due zone storiche di Rimini.

## Storia

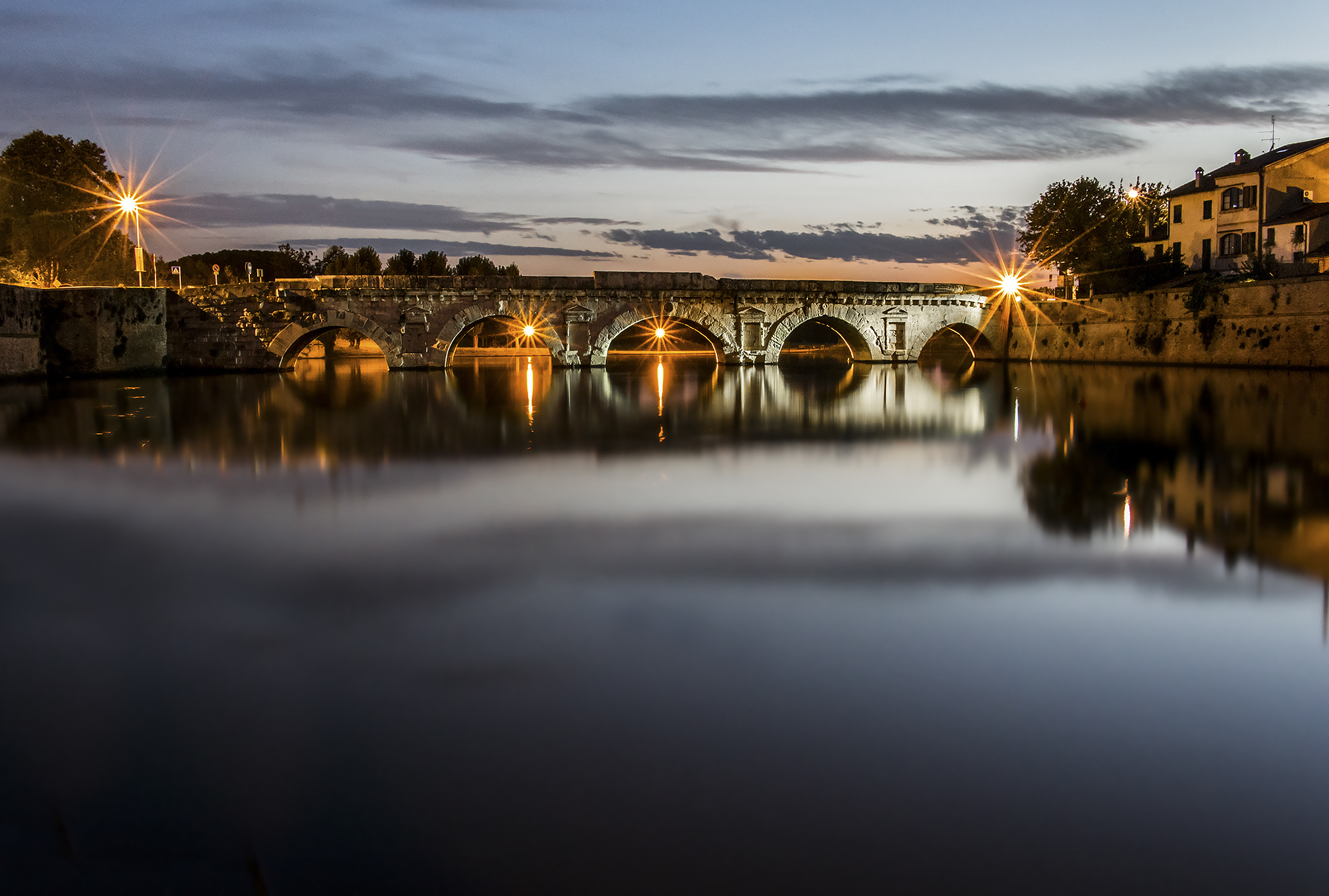
Vista serale del ponte di Tiberio

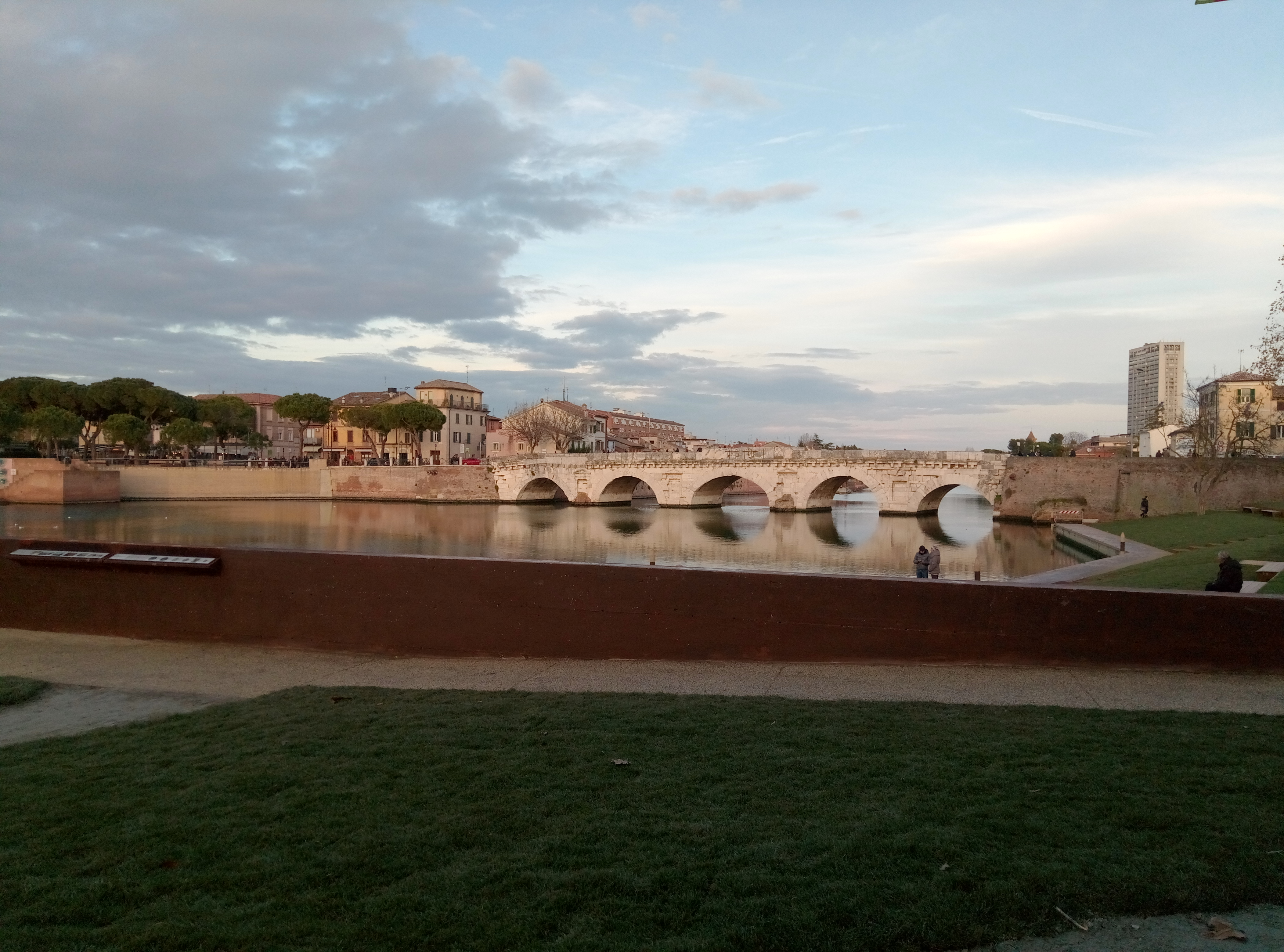
Ponte di Tiberio dopo i lavori del 2017

Fungeva da ponte sul fiume Marecchia, quando il suo corso non era ancora stato deviato. La sua costruzione iniziò nel 14 d.C. sotto il governo di Augusto mentre il termine dei lavori si ebbe nel 21, sotto il governo di Tiberio.

## Descrizione
Costruito in pietra d'Istria come l'Arco, da esso riprende anche lo stile sobrio e allo stesso tempo armonico. La struttura è composta di cinque arcate diverse nelle dimensioni e nel profilo (a tutto sesto, policentrico, rialzato e quasi acuto) con delle edicole cieche tra le imposte degli archi. La grandezza di questi archi varia in maniera crescente man mano che ci si sposta verso il centro, dove si trova l'arco più grande con i suoi 10,70 m di luce.
Nei conci di chiave degli archi sono rimasti visibili solo cinque rilievi identificabili:
1. sull'arcata centrale a valle è scolpito il rilievo di una corona di quercia;
2. sull'arcata a sinistra di quella centrale a valle è raffigurata una patera, vassoio sacro dei septemviri epulones;
3. sull'arcata a destra di quella centrale a valle è rappresentata l’anfora per le libagioni dei quindecemviri sacris faciundis;
4. sull'arcata centrale di monte è scolpito uno scudo (clipeum vurtutis) con iscritti i riconoscimenti di Augusto;
5. sull'arcata a sinistra di quella centrale a monte è rappresentato un lituus, cioè il bastone ricurvo con cui l'augure indicava la parte di cielo in cui dovevano verificarsi i prodigi.

I piloni del ponte hanno speroni frangiflutti disposti obliquamente rispetto all’asse stradale, in modo da minimizzare la spinta dinamica dell'acqua. Durante i lavori di sistemazione sono stati scoperti i resti di banchine in pietra con la funzione di proteggere i fianchi delle testate di sponda e dei sondaggi hanno rivelato il sistema di pali che sorregge la struttura.
La strada è lastricata con basoli di trachite, ha una larghezza di 4,80 m ed è fiancheggiata da marciapiedi alti 30 cm circa e larghi 60 cm circa. Attualmente è lungo 74 m, ma in origine aveva uno sviluppo maggiore per la presenza delle due spalle, di cui oggi è superstite solo quella lato centro città. Ai bordi della pavimentazione il ponte presenta alcune lastre di pietra con iscrizioni latine ripetute su ambi i lati della carreggiata, in cui sono incisi i nomi dei due imperatori e, tramite le loro titolature, le date di quando sono iniziati e finiti i lavori.
IMP·XX·TRIBVNIC·POT·XXVIII·P·P·
TI·CAESAR·DIVI·AVGVSTI·F·DIVI·IVLI·N·AVGVSTVS·
PONT·MAXIMVS·COS·IIII·IMP·VIII·TRIB·POT·XXI·DEDERE»
(ricostruzione dell'epigrafe presente sulla parte interna delle sponde marmoree)
Nelle epigrafi Augusto è indicato come figlio del Divo Giulio Cesare  (Tiberio invece come figlio del Divo Augusto e nipote del Divo Giulio Cesare) e al suo nome seguono le cariche repubblicane rivestite di pontifex maximus, consul XIII, imperator XX, tribunus plebis XXVIII, e pater patriae.
Poco dopo il ponte, in località Le Celle, si diramavano due vie consolari: la via Emilia che arrivava fino a Piacenza e la via Popilia-Annia che arrivava sino ad Aquileia.
La presenza di due tacche somiglianti all'impronta di piedi caprini, sulla balaustra posta lato monte, contribuì a diffondere la leggenda di un ennesimo "Ponte del Diavolo", in questo caso costruito dal maligno ingannato da San Giuliano. Più verosimilmente poteva trattarsi di incavi per fissaggio di carrucole utilizzate per issare materiale dalle barche che arrivavano fin sotto il ponte. Un'altra leggenda vuole che il Ponte di Tiberio sia stato l'unico ponte cittadino traversante l'ex Marecchia che, durante la Seconda guerra mondiale, le forze armate tedesche non riuscirono a demolire. Una lettera pubblicata il 20 agosto 2015 dal giornale on-line Rimini 2.0 descrive il casuale incontro avvenuto negli anni '70 a Ginevra tra il professor Rosino Carlo Zanoni e un ufficiale tedesco durante il quale l'ufficiale ammise di essere l'anonimo "salvatore" del Ponte. L'ufficiale sembra essere, alla luce di questa lettera, l'allora maggiore Rudolf Rennecke.

Il ponte di Tiberio rientrava nella rete stradale cittadina ed era aperto al normale traffico, esclusi i mezzi pesanti. Dal 30 Maggio 2020, inizialmente in via sperimentale, il ponte è pedonalizzato.

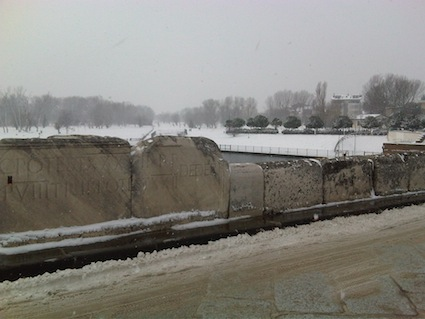
Dettaglio delle scritte in latino

.